# Kophobelemnon stelliferum
Espèce
Kophobelemnon stelliferum est une espèce de plume de mer pouvant atteindre jusqu'à 75 cm, même si une partie se situe sous terre. Elle se rencontre le plus souvent dans les sols vaseux à des profondeurs allant de 25 à 1 600 m, dans l'océan Atlantique, l'océan Pacifique, la mer du Nord et la Méditerranée.